# Teatro del Giglio

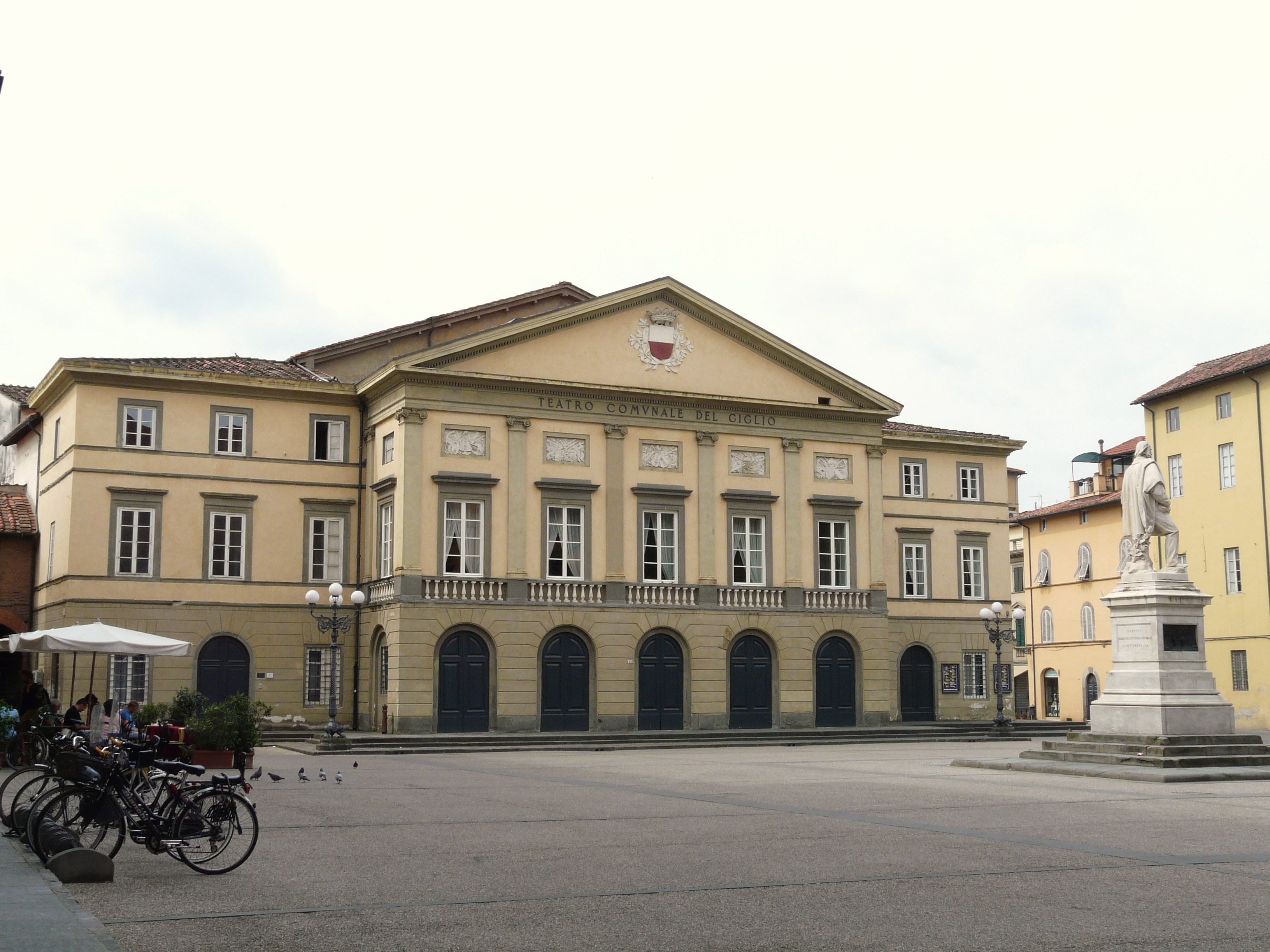
Le Teatro del Giglio.

Le Teatro del Giglio (« théâtre du Lys ») est un théâtre lyrique à Lucques en Toscane, situé sur la place du même nom.

## Historique
D'origine du XVIIe siècle, il doit ce nom à des temps plus récents et notamment à la dynastie des Bourbon qui l'a reconstruit au XIXe siècle et dont le blason comportait des lys d'or. Il est l'hôte d'une saison lyrique (qui débute généralement en septembre), d'une saison de théâtre, d'une saison de danse et d'une saison de musique symphonique.
- 6 février 1823 : Temistocle (it), opéra en deux actes (opera seria) de Giovanni Pacini, livret de Pietro Anguillesi d'après le livret de Pietro Metastasio pour l'opéra du même nom d'Antonio Caldara (1736).

## Crédit d'auteurs
- (it) Cet article est partiellement ou en totalité issu de l’article de Wikipédia en italien intitulé « Teatro del Giglio » (voir la liste des auteurs).